# Ormen (roman)
Ormen är Stig Dagermans debutroman. Den publicerades 1945, då författaren endast var 22 år gammal, och är en löst sammanfogad berättelse med skräck och ångest som tema. Handlingen utspelar sig i beredskapstidens Sverige.

## Handling
Romanen är indelad i två delar. Den första handlar om de unga Irene och Bill. Irene har skuldkänslor för att hon knuffat sin mor av ett tåg och kanske dödat henne. Bill, som går omkring med en orm i sin ränsel, har under en fest hämnats på en flicka genom att kasta henne i en brunn. När Bill släpper lös ormen framför Irene skriker hon "Hon är död!" och rusar iväg. Bill tror att skriket syftar på flickan i brunnen och följer efter henne. Irene berättar om modern och tillsammans letar de efter henne på banvallen. Bill tycker sig vara i en ond dröm och när han upptäcker att de letar på fel banvall rusar han bort med ett vanvettigt skratt.
Den andra delen utspelar sig på en militärförläggning. Ormen har sluppit lös och ingen vet var den befinner sig. Beväringarna ligger sömnlösa på nätterna men döljer sin rädsla. Deras ångest finns hela tiden närvarande under ytan fast de inte låtsas om den, och under permissionerna blir deras upplevelser allt mer mardrömsaktiga. Den ende av de inkallade som kan se klart är författaren Scriver som förklarar fruktan och ångesten som något beständigt och ofrånkomligt i tillvaron.

## Mottagande
Vid sin utgivning hyllades romanen av en kritikerna. "Så våldsamt övertygande har ingen svensk författare i detta sekel debuterat" skrev Olof Lagercrantz i Dagens Nyheter. 1966 filmatiserades Ormen av Hans Abramson.

## Digitaliserad utgåva
- Ormen. Stockholm: Steinsvik. 1945. Libris g1r6kr5jdmmkznw5. https://gupea.ub.gu.se/2077/84600

## Översättningar
Ormen är översatt till ett tiotal språk, bland annat franska (Le serpent, 1966), finska (Käärme, 1968), nederländska (De slang, 1988), spanska (La serpiente, 1990), engelska (The Snake, 1995), tyska (Die schlange, 1995), portugisiska (A serpente, 2000) och tjeckiska (Had, 2012).